# (15942) 1997 YZ16
(15942) 1997 YZ16 là một tiểu hành tinh vành đai chính. Nó được phát hiện bởi Seiji Ueda và Hiroshi Kaneda ở Kushiro, Hokkaidō, Nhật Bản, ngày 23 tháng 12 năm 1997.